# Euan Burton
Euan Burton (Ascot, 31 de marzo de 1979) es un deportista británico que compitió en judo. Ganó dos medallas de bronce en el Campeonato Mundial de Judo, en los años 2007 y 2010, y tres medallas de bronce en el Campeonato Europeo de Judo entre los años 2005 y 2010.
Es esposo de la judoka Gemma Gibbons.

## Palmarés internacional
| Campeonato Mundial | Campeonato Mundial      | Campeonato Mundial | Campeonato Mundial |
| Año                | Lugar                   | Medalla            | Categoría          |
| ------------------ | ----------------------- | ------------------ | ------------------ |
| 2007               | Río de Janeiro (Brasil) | Medalla de bronce  | –81 kg             |
| 2010               | Tokio (Japón)           | Medalla de bronce  | –81 kg             |
| Campeonato Europeo |                         |                    |                    |
| Año                | Lugar                   | Medalla            | Categoría          |
| 2005               | Róterdam (Países Bajos) | Medalla de bronce  | –81 kg             |
| 2007               | Belgrado (Serbia)       | Medalla de bronce  | –81 kg             |
| 2010               | Viena (Austria)         | Medalla de bronce  | –81 kg             |